# René Wenzel
René Wenzel (né le 20 avril 1960 à Copenhague) est un ancien coureur cycliste professionnel danois. Après la fin de sa carrière, il devient entraîneur de l'équipe junior d'USA Cycling, la fédération américaine de cyclisme. Il entraîne également l'équipe Saturn en 1993 puis entre 1995 et 2000. Cette année-là, il est accusé par divers coureurs de leur avoir fait prendre des produits dopants alors qu'il était entraîneur de l'équipe junior américaine. En 2004, il devient directeur sportif d'une équipe continentale. En 2010, il est directeur sportif adjoint de l'équipe féminine HTC-Columbia.

## Biographie
Wenzel fréquente l'école de Bispebjerg Skole et le lycée Efterslaegtselskabets Gymnasium au Danemark. En 1978, dans la catégorie junior, il gagne le titre de champion du Danemark et des Pays nordiques. Il déménage en Belgique en 1979, puis en France en 1980, afin de pratiquer le cyclisme au niveau professionnel. 
En 1980, il contracte une mononucléose, ce qui l'éloigne des compétitions durant un an et demi. Il travaille en 1983 comme entraîneur de l'équipe des Philippines avec Stig Larsen. Il court ensuite aux États-Unis durant cinq ans. Il pratique également le cyclisme sur piste et brille sur les épreuves d'endurance.
En 1988, il retourne au Danemark et arrête sa carrière en 1989. De janvier 1990 à décembre 1992, il devient entraîneur de l'équipe junior des États-Unis. Il est licencié, officiellement à cause d'une réduction des dépenses, officieusement ses pratiques dopantes sont en cause d'après Andy Bohlman. Durant cette période, l'équipe remporte deux titres de champion du monde ainsi que plusieurs médailles d'argent et de bronze.
Il devient ensuite le premier directeur sportif danois d'une équipe professionnelle UCI en rejoignant l'équipe Saturn en 1993. Il y reste un an, puis lance son entreprise d'entraînement. En 1995, il retourne dans l'équipe Saturn en tant que manager et directeur sportif. Il garde ce poste jusqu'en 2000, quand avec sa femme, Kendra Wenzel, ils vont s'installer dans l'Oregon.
En 2000, le cycliste Greg Strock, suivi en 2001 d'Erich Kaiter, Gerrik Latta et David Francis, accuse Wenzel, conjointement à Chris Carmichael, USA Cycling et Angus Fraser de lui avoir administré des produits dopants sous forme de pilules et d'injection en 1990. Ils contenaient notamment, selon Strock, de la cortisone. Le jugement a lieu en 2006. Wenzel nie les faits. Le procès se conclut par un accord à l'amiable entre USA Cycling, Carmichael et Strock.
En mai 2003, il publie avec sa femme un livre : Bike Racing 101
Il dirige l'équipe continentale Subway en 2004 et la rachète en 2005.
Il se sépare de sa femme en mai 2005 et divorce en août 2007.
En novembre 2007, la fédération de Malaisie pense à le recruter, mais cela n'est pas suivi d'effet. En 2010, il devient directeur sportif adjoint de l'équipe féminine HTC-Columbia. Il n'est pas reconduit l'année suivante.
En 2015, il travaille comme assistant personnel pour le développement commercial chez T-Systems Danemark et prend des cours au sein du Zealand Institute of Business & Technology pour obtenir un diplôme en Leadership & Management.

## Palmarès
- 1978
  - Champion des Pays nordiques sur route juniors
  -  Champion du Danemark sur route juniors